# Bisse (Hongrie)
Pour les articles homonymes, voir Bisse.
Bisse est un village et une commune du comitat de Baranya en Hongrie.